# Dolní Kralovice
Dolní Kralovice (en allemand : Unter Kralowitz) est une commune du district de Benešov, dans la région de Bohême-Centrale, en Tchéquie. Sa population s'élevait à 881 habitants en 2020.

## Géographie
Dolní Kralovice se trouve à 39 km à l'est-sud-est de Benešov et à 72 km au sud-est de Prague.
La commune est limitée par Bernartice, Loket et Hněvkovice au nord, par Šetějovice à l'est, par Snět et Blažejovice au sud, par Tomice au sud-ouest et par Loket à l'ouest.

## Histoire
La première mention écrite de la localité date de 1187.